# Goša Rubčinskij
Georgij Aleksandrovič Rubčinskij (in russo Георгий Александрович Рубчинский?, noto come Goša Rubčinskij, trasl. angl.: Gosha Rubchinskiy, in russo Гоша Рубчинский?; Mosca, 29 giugno 1984) è uno stilista e fotografo russo, fondatore del marchio eponimo (ГОША РУБЧИНСКИЙ).
Rubčinskij prende ispirazione dalla caduta della cortina di ferro, dalla cultura russa e dalle sue esperienze personali per creare le collezioni diffondendo l'iconografia russa al mondo tramite le sue sfilate di moda. È stato citato dal collettivo Trap romano Dark Polo Gang, nel brano Fuck Gosha contenuto nell'album Sick Side.

## Biografia
Nato a Mosca nel 1984, Rubčinskij frequentò in quella città l'Università statale di tecnologia e design. La sua passione per la moda spicca nel periodo universitario, dove pratica il mestiere di truccatore e parrucchiere.
In riferimento alla descrizione dell'Unione Sovietica fatta da Ronald Reagan durante la guerra fredda, la prima collezione di Rubchinkskiy, Empire of Evil, viene presentata a fine 2008 in occasione della stagione 2009. La sua seconda collezione, Growing and Expanding, fu esposta in una chiesa ortodossa in disuso trasformata in palestra, nella periferia di Mosca. La terza collezione di Rubchinskiy, The sunrise is not far behind the mountains, consisteva in tre parti: un video girato a San Pietroburgo, un libro di fotografie e la collezione stessa. Nel 2010, il designer presentò la sua quarta collezione, Slave, come parte dell'installazione di Fashion East Menswear. La collaborazione con Comme des Garçons, tuttora in vigore, iniziò nel 2012.

## Influenze
Il successo di Rubčinskij e di Demna Gvasalia, proprietario di Vetements, portò grande attenzione all'estetica ″post-sovietica″. La tendenza non si limitò alle grandi catene di negozi come Urban Outfitters e Topman, che iniziarono a vendere capi con slogan scritti in caratteri cirillici: i due stilisti portarono a una rinascita nel design dell'abbigliamento in Russia e Ucraina. Diversi marchi hanno preso ispirazione in seguito al loro successo, disegnando capi in stile post-sovietico.

## Controversie
Nel dicembre 2018 un sedicenne affermò che Rubčinskij lo costrinse a mandargli foto esplicite di sé stesso, includendo schermate dello smartphone come prova. Poco dopo, un altro uomo ebbe un'esperienza simile con lo stilista, che negò entrambe le accuse.